# علي جمعة المهندي
علي جمعة المهندي، لاعب كرة قدم قطري معتزل .
مثل أندية الخور وقطر و الغرافة والأهلي .

## روابط خارجية
- علي جمعة المهندي على موقع Soccerway.com (الإنجليزية)